# علامة أكبر من
علامة أكبر من (<) هو رمز رياضي يدل على عدم المساواة بين قيمتين. ويستخدم للدلالة على أن الطرف الأيسر في المتباينة أكبر من الطرف الأيمن .[بحاجة لمصدر] ( مثال : 12 < 14 ) ، أما أصغر من (>) فهي تدل على أن الطرف الأيمن هو الأكبر.